# Brachyscelus crusculum
Brachyscelus crusculum is een vlokreeftensoort uit de familie van de Brachyscelidae. De wetenschappelijke naam van de soort is voor het eerst geldig gepubliceerd in 1861 door Bate.